# オレカ・05
オレカ・05 (Oreca 05) は、フランスのレーシングチームであるオレカが2015年に製作したプロトタイプレーシングカー。前モデルのオレカ・03と同じLMP2(P2)カーとして製作されている。

## 開発
オープン・ボディだったオレカ・03とは異なり、クローズド・ボディで設計されている。また、車幅は1,900mmで開発されている。これは、従来の規定の2,000mmの車幅から2017年のル・マン・プロトタイプ規定によって1,900mmに変更されることを見越して開発をしていた為である。
オレカが2014年に開発したLMP1カーのレベリオン・R-Oneとモノコックを共有し、LMP2には義務付けられていない（LMP1では突起物の貫通を防ぐ目的で貼り込みが義務付けられている）ザイロンパネルが側面に貼り込まれている。ただし、LMP2カーの開発には開発費の上限を定めるコスト・キャップ制度がある為、レベリオン・R-Oneに使われているチタン材はアルミまたはスチール材に置き換えられている。
ステアリングのアシスト機構は、それまでの油圧式から電動式（EPS:KYB製）に切り替えられ、ギヤボックスも進化している。

## レース
2015年シーズンのFIA 世界耐久選手権（WEC）のLMP2クラスで、香港に本拠を置くKCMGチームとティリエ・バイ・TDSレーシングの2チームに、オレカ・05は供給された。更には、ヨーロピアン・ル・マン・シリーズ（チームはティリエ・バイ・TDSレーシング）にも参戦した。
ル・マン24時間レースでは、マシュー・ハウソン、リチャード・ブラッドリー、ニコラ・ラピエールら3人のドライブによるKCMG47号車はLMP2クラスのポールポジションを獲得し、そのまま一度も首位を譲らずにLMP2クラス優勝を収めた。予選では、上位カテゴリーであるLMP1の日産・GT-R LM NISMOの1台をも上回るタイムを出した。決勝レースでも、一時は同一クラス内の2番手以降の全車に1周差をつける程の圧倒的な走りであり、何度かのスピンとコースオフで最終的に2位と同一周回となったものの、その力の差は歴然であった。
2016年度は、更に多くのチームがオレカ05を使用し、ル・マン24時間レースでは、トラブルやコースアウトによるリタイアがありながらも、ライバルコンストラクター車両であるリジェ・JS P2を圧倒する走りを見せつけ、シグナテックアルピーヌの36号車がLMP2クラスで優勝、2位にG-Driveレーシングと、ワンツーをオレカ・05が飾る結果となった。
第7戦富士では、G-DriveレーシングとRGR Sport by Morandのリジェ・JS P2による激闘が繰り広げられたが、最終的に1.3秒差でG-Driveのオレカ・05が勝利した。